# One A Day
One A Day是拜耳公司生产的复合维生素产品。One A Day最早由Miles Laboratories于1940年推出。 
2011年，ConsumerLab.com特地检查了在美国和加拿大境內销售的38种复合维生素产品，其中就包括One A Day 。